# Germany's Next Topmodel (mùa 10)
Germany's Next Topmodel, Mùa 10 là mùa thứ mười của Germany's Next Topmodel (thường được viết tắt là GNTM) được phát sóng trên mạng lưới truyền hình Đức ProSieben. Chương trình bắt đầu phát sóng vào ngày 12 tháng 2 năm 2015.
Người chiến thắng của mùa giải này là Vanessa Fuchs, 18 tuổi từ Bergisch Gladbach. Cô giành được:
- 1 hợp đồng người mẫu với OneEins GmbH Management trị giá 250.000€
- Lên ảnh bìa tạp chí Cosmopolitan
- Giải thưởng tiền mặt trị giá 100.000€
- 1 chiếc Opel Adam

## Các thí sinh
(Tuổi tính từ ngày dự thi)
| Thí sinh             | Tuổi | Chiều cao               | Quê quán           | Bị loại ở | Hạng                  |
| -------------------- | ---- | ----------------------- | ------------------ | --------- | --------------------- |
| Sarah Kocar          | 22   | 1,73 m (5 ft 8 in)      | Ingolstadt         | Tập 4     | 23–22 (dừng cuộc thi) |
| Annabel Paasch       | 16   | 1,83 m (6 ft 0 in)      | Rostock            | Tập 4     | 23–22 (dừng cuộc thi) |
| Laura Weidner        | 17   | 1,80 m (5 ft 11 in)     | Ingolstadt         | Tập 4     | 21–20                 |
| Ariana Xhatova       | 18   | 1,79 m (5 ft 10+1⁄2 in) | Kaiserslautern     | Tập 4     | 21–20                 |
| Adriane Sutsch       | 18   | 1,78 m (5 ft 10 in)     | Geisenfeld         | Tập 5     | 19                    |
| Lena Stockhausen     | 18   | 1,82 m (5 ft 11+1⁄2 in) | Erkrath            | Tập 6     | 18–16                 |
| Jovana Bulic         | 18   | 1,88 m (6 ft 2 in)      | Eupen, Bỉ          | Tập 6     | 18–16                 |
| Daniela Wolking      | 22   | 1,88 m (6 ft 2 in)      | Böblingen          | Tập 6     | 18–16                 |
| Neele Busse          | 18   | 1,77 m (5 ft 9+1⁄2 in)  | Halle              | Tập 7     | 15–14                 |
| Irene Pichler        | 20   | 1,76 m (5 ft 9+1⁄2 in)  | Viên, Áo           | Tập 7     | 15–14                 |
| Erica Silva          | 21   | 1,75 m (5 ft 9 in)      | Stuttgart          | Tập 8     | 13                    |
| Varisa Caluk         | 16   | 1,85 m (6 ft 1 in)      | Innsbruck, Áo      | Tập 9     | 12–11                 |
| Sandy Provazek       | 20   | 1,74 m (5 ft 8+1⁄2 in)  | Fellbach           | Tập 9     | 12–11                 |
| Sara Faste           | 16   | 1,78 m (5 ft 10 in)     | Lengerich          | Tập 10    | 10–9                  |
| Laura Dünninger      | 17   | 1,80 m (5 ft 11 in)     | Nürnberg           | Tập 10    | 10–9                  |
| Kiki Hölzl           | 17   | 1,79 m (5 ft 10+1⁄2 in) | Braunau am Inn, Áo | Tập 12    | 8                     |
| Lisa Bärmann         | 19   | 1,76 m (5 ft 9+1⁄2 in)  | Contwig            | Tập 13    | 7–6                   |
| Jüli Ürküt           | 17   | 1,75 m (5 ft 9 in)      | Niederkrüchten     | Tập 13    | 7–6                   |
| Darya Strelnikova    | 22   | 1,73 m (5 ft 8 in)      | Munich             | Tập 14    | 5                     |
| Katharina Wandrowsky | 19   | 1,76 m (5 ft 9+1⁄2 in)  | Hamburg            | Tập 15    | 4                     |
| Ajsa Selimovic       | 18   | 1,75 m (5 ft 9 in)      | Burladingen        | Tập 16    | 3                     |
| Anuthida Ploypetch   | 17   | 1,76 m (5 ft 9+1⁄2 in)  | Lübeck             | Tập 16    | 2                     |
| Vanessa Fuchs        | 18   | 1,78 m (5 ft 10 in)     | Bergisch Gladbach  | Tập 16    | 1                     |

## Thứ tự gọi tên
| 1  | Ajsa      | Daniela       | Erica     | Erica     | Jüli       | Varisa     | Jüli      | Kiki      | Katharina              | Katharina | Vanessa   | Vanessa   | Vanessa   | Anuthida | Vanessa  |  |  |  |  |  |  |  |
| 2  | Adriane   | Sandy         | Vanessa   | Darya     | Anuthida   | Vanessa    | Lisa      | Vanessa   | Jüli                   | Darya     | Darya     | Anuthida  | Ajsa      | Vanessa  | Anuthida |  |  |  |  |  |  |  |
| 3  | Annabel   | Ajsa          | Neele     | Irene     | Kiki       | Darya      | Ajsa      | Ajsa      | Anuthida               | Lisa      | Katharina | Katharina | Anuthida  | Ajsa     |          |  |  |  |  |  |  |  |
| 4  | Ariana    | Lena          | Jovana    | Vanessa   | Vanessa    | Jüli       | Sara      | Jüli      | Darya                  | Ajsa      | Anuthida  | Ajsa      | Katharina |          |          |  |  |  |  |  |  |  |
| 5  | Katharina | Lisa          | Lisa      | Laura D.  | Laura D.   | Kiki       | Anuthida  | Katharina | Ajsa Kiki Lisa Vanessa | Vanessa   | Ajsa      | Darya     |           |          |          |  |  |  |  |  |  |  |
| 6  | Darya     | Jovana        | Jüli      | Lisa      | Varisa     | Ajsa       | Katharina | Darya     | Ajsa Kiki Lisa Vanessa | Jüli      | Lisa      |           |           |          |          |  |  |  |  |  |  |  |
| 7  | Neele     | Irene         | Ajsa      | Kiki      | Katharina  | Katharina  | Vanessa   | Lisa      | Ajsa Kiki Lisa Vanessa | Anuthida  | Jüli      |           |           |          |          |  |  |  |  |  |  |  |
| 8  | Lisa      | Laura D.      | Anuthida  | Anuthida  | Ajsa       | Sara       | Darya     | Anuthida  | Ajsa Kiki Lisa Vanessa | Kiki      |           |           |           |          |          |  |  |  |  |  |  |  |
| 9  | Erica     | Jüli          | Irene     | Jüli      | Sara       | Laura D.   | Kiki      | Sara      |                        |           |           |           |           |          |          |  |  |  |  |  |  |  |
| 10 | Anuthida  | Anuthida      | Kiki      | Katharina | Sandy      | Anuthida   | Laura D.  | Laura D.  |                        |           |           |           |           |          |          |  |  |  |  |  |  |  |
| 11 | Sandy     | Vanessa       | Laura D.  | Neele     | Darya      | Lisa Sandy | Varisa    |           |                        |           |           |           |           |          |          |  |  |  |  |  |  |  |
| 12 | Varisa    | Neele         | Katharina | Ajsa      | Erica Lisa | Lisa Sandy | Sandy     |           |                        |           |           |           |           |          |          |  |  |  |  |  |  |  |
| 13 | Jüli      | Katharina     | Sara      | Sandy     | Erica Lisa | Erica      |           |           |                        |           |           |           |           |          |          |  |  |  |  |  |  |  |
| 14 | Daniela   | Varisa        | Varisa    | Varisa    | Neele      |            |           |           |                        |           |           |           |           |          |          |  |  |  |  |  |  |  |
| 15 | Vanessa   | Darya         | Darya     | Sara      | Irene      |            |           |           |                        |           |           |           |           |          |          |  |  |  |  |  |  |  |
| 16 | Lena      | Kiki          | Lena      | Daniela   |            |            |           |           |                        |           |           |           |           |          |          |  |  |  |  |  |  |  |
| 17 | Jovana    | Sara          | Daniela   | Lena      |            |            |           |           |                        |           |           |           |           |          |          |  |  |  |  |  |  |  |
| 18 | Sarah     | Adriane       | Sandy     | Jovana    |            |            |           |           |                        |           |           |           |           |          |          |  |  |  |  |  |  |  |
| 19 | Irene     | Erica         | Adriane   |           |            |            |           |           |                        |           |           |           |           |          |          |  |  |  |  |  |  |  |
| 20 | Kiki      | Ariana        |           |           |            |            |           |           |                        |           |           |           |           |          |          |  |  |  |  |  |  |  |
| 21 | Laura D.  | Laura W.      |           |           |            |            |           |           |                        |           |           |           |           |          |          |  |  |  |  |  |  |  |
| 22 | Laura W.  | Annabel Sarah |           |           |            |            |           |           |                        |           |           |           |           |          |          |  |  |  |  |  |  |  |
| 23 | Sara      | Annabel Sarah |           |           |            |            |           |           |                        |           |           |           |           |          |          |  |  |  |  |  |  |  |

     Thí sinh được miễn loại
     Thí sinh bị loại
     Thí sinh dừng cuộc thi
     Thí sinh không bị loại khi rơi vào cuối bảng
     Thí sinh chiến thắng cuộc thi
- Thứ tự gọi tên chỉ lần lượt từng người an toàn
- Tập 15 là đêm chung kết của chương trình. Lần đầu tiên, đêm chung kết bị hủy bỏ sau khi cảnh sát được thông báo về mối đe doạ về bom rơi. Mọi người trong vũ đài phải được di tản. Phần còn lại của chương trình đã được thực hiện sau đó trong tập sau với ba thí sinh còn lại.

### Buổi chụp hình
- Tập 4: Ảnh thẻ trắng đen
- Tập 5: Những công nhân xây dựng cho Cosmopolitan
- Tập 6: Tạo dáng với trực thăng trên đỉnh tòa nhà
- Tập 7: Bắn bột lên người trong khi bị sơn khắp người
- Tập 8: Phong cách dưới nước
- Tập 9: Trận bóng bầu dục hỗn loạn
- Tập 10: Ảnh bìa tạp chí Shape
- Tập 11: Phong cách hói đầu
- Tập 12: Khiêu vũ với vải cùng người mẫu nam
- Tập 13: Rạp xiếc
- Tập 14: Ảnh bìa tạp chí Cosmopolitan